# آرثر فيرنون ديفيز
آرثر فيرنون ديفيز (بالإنجليزية: Arthur Davies)‏ هو سياسي بريطاني (وحمل سابقاً جنسية المملكة المتحدة لبريطانيا العظمى وأيرلندا)، ولد في 1872 في المملكة المتحدة، وتوفي في 4 أغسطس 1942 في المملكة المتحدة. في الانتخابات العامة في المملكة المتحدة 1924 ‏، انتخب عضو برلمان المملكة المتحدة الـ34 عن دائرة Royton (UK Parliament constituency) ‏ (29 أكتوبر 1924 – 10 مايو 1929) وفي الانتخابات العامة في المملكة المتحدة 1929 ‏، انتخب عضو برلمان المملكة المتحدة الـ35 عن دائرة Royton (UK Parliament constituency) ‏ (30 مايو 1929 – 7 أكتوبر 1931).